# Linia kolejowa nr 215
Linia kolejowa nr 215 – niezelektryfikowana, jednotorowa, drugorzędna linia kolejowa łącząca Laskowice z Bąkiem przez Osie, Szlachtę i Czersk. Położona w granicach województw kujawsko-pomorskiego i pomorskiego oraz na obszarze PKP PLK S.A. Zakładów Linii Kolejowych w Bydgoszczy oraz Gdyni.
Linia na całej długości wyposażona jest w elektromagnesy SHP. Na 71% długości linii pasażerów obsługuje prywatny przewoźnik Arriva RP. Na linii istnieje czynna mijanka w Osiu. Pociągi mogą się również mijać na stacjach węzłowych Szlachta i Czersk.

## Historia

### Odcinek Laskowice Pomorskie-Czersk
20 lipca 1902 r. władze pruskie wydały ustawę, na mocy której Laskowice i Czersk miała połączyć linia kolejowa. 2 października 1906 r. oddano do użytku odcinek o długości ok. 55 km łączący te dwie miejscowości.

### Niezrealizowana magistrala Gdańsk-Czersk
Gdańsk miał wprawdzie dostęp do kolei już wcześniej, jednakże jazda z Gdańska do Berlina wymagała obrócenia parowozu w Tczewie. Z tego względu postanowiono zbudować magistralę z Gdańska do Czerska, by nie trzeba było wykonywać długotrwałych manewrów. Inwestycja została ukończona tylko na odcinku Wrzeszcz-Stara Piła, natomiast w pozostałych miejscach wykonano jedynie prace ziemne. Część nasypów została wykorzystana później między innymi do budowy odcinka linii 215 Bąk-Karsin-Czersk. Linia ta miała początkowo mieć inny przebieg i nieco inny wlot do stacji Czersk.

### Odcinek Czersk-Bąk
W lipcu 1925 r. rozpoczęły się prace budowlane mające na celu przedłużenie linii kolejowej do miejscowości Bąk. Po otwarciu tego ok. 20-kilometrowego odcinka w 1928 r. linią transportowane były materiały potrzebne do budowy magistrali węglowej.

### po 1989
Stopniowa degradacja szlaków spowodowała wprowadzenie licznych ograniczeń prędkości między Laskowicami Pomorskimi a Szlachtą. W grudniu 2016 ze względu na zły stan toru roku obniżono prędkość szlakową do 50 km/h na odcinkach Kwiatki - Osie, Osie - Tleń - Łążek oraz Śliwiczki - Śliwice.
W 2004 r. zawieszono kursowanie pociągów na odcinku Czersk-Bąk, jednak po kilku miesiącach decyzję cofnięto. Sytuacja powtórzyła się w 2006 r. Od 2007 linię na odcinku Laskowice Pomorskie - Czersk przejęło konsorcjum Arriva i PCC Rail.
9 października 2020 PKP PLK SA podpisały z firmą Transprojekt Gdański umowę na przygotowanie do jesieni 2023 projektu modernizacji i elektryfikacji odcinka Tczew - Czersk wraz z odcinkiem Czersk - Bąk o wartości ponad 18 mln zł. Realizacja prac budowlanych będzie możliwa w kolejnej perspektywie finansowej UE na lata 2021-2027. Przewiduje się m.in. powstanie nowego przystanku Szlachta Zachód.
W 2023 realizowane na linii przewozy pasażerskie należały do najbardziej deficytowych w województwie kujawsko-pomorskim.

## Czasy przejazdów
Czasy przejazdów na podstawie rozkładów jazdy.

### Czasy minimalne
| Odcinek                        | 94/95 | 96/97 | 01/02 | 02   | 03/04 | 05/06 | 06/07 | 08/09 |
| Laskowice Pomorskie - Szlachta | 1:00  | 0:57  | 1:01  | 1:01 | 1:03  | 0:53  |       | 0:53  |
| Szlachta - Czersk              | 0:13  | 0:13  | 0:13  | 0:13 | 0:15  | 0:11  | 0:11  | 0:10  |
| Czersk - Bąk                   | 0:24  | 0:26  | 0:26  | 0:26 | 0:26  | 0:21  | 0:19  | 0:20  |

### Czasy średnie
| Odcinek                        | 94/95 | 96/97   | 01/02   | 02      | 03/04   | 05/06   | 06/07   | 08/09   |
| Laskowice Pomorskie - Szlachta |       | 1:03,92 | 1:02,86 | 1:02,86 | 1:06,29 | 0:57,89 |         | 0:54    |
| Szlachta - Czersk              |       | 0:14,11 | 0:14,29 | 0:14,1  | 0:15    | 0:11,92 | 0:11,69 | 0:11,64 |
| Czersk - Bąk                   |       | 0:26,09 | 0:26    | 0:26    | 0:26,83 | 0:21    | 0:20,43 | 0:20    |

### Czasy przeciętne
| Odcinek                        | 94/95 | 96/97 | 01/02 | 02          | 03/04 | 05/06 | 06/07       | 08/09 |
| Laskowice Pomorskie - Szlachta | 1:01  | 1:01  | 1:01  | 1:01 i 1:02 | 1:04  | 0:55  |             | 0:54  |
| Szlachta - Czersk              | 0:14  | 0:14  | 0:14  | 0:14        | 0:15  | 0:11  | 0:11        | 0:12  |
| Czersk - Bąk                   | 0:26  | 0:26  | 0:26  | 0:26        | 0:27  | 0:21  | 0:20 i 0:21 | 0:20  |

## Przewoźnicy
Linia kolejowa numer 215 jest obsługiwana w ruchu pasażerskim przez Polregio (odcinek Bąk - Szlachta) oraz Arriva RP (odcinek Czersk - Laskowice Pomorskie). Rozkład pociągów na tej linii znajduje się w tabeli 429 Sieciowego Rozkładu Jazdy Pociągów.

### Polregio

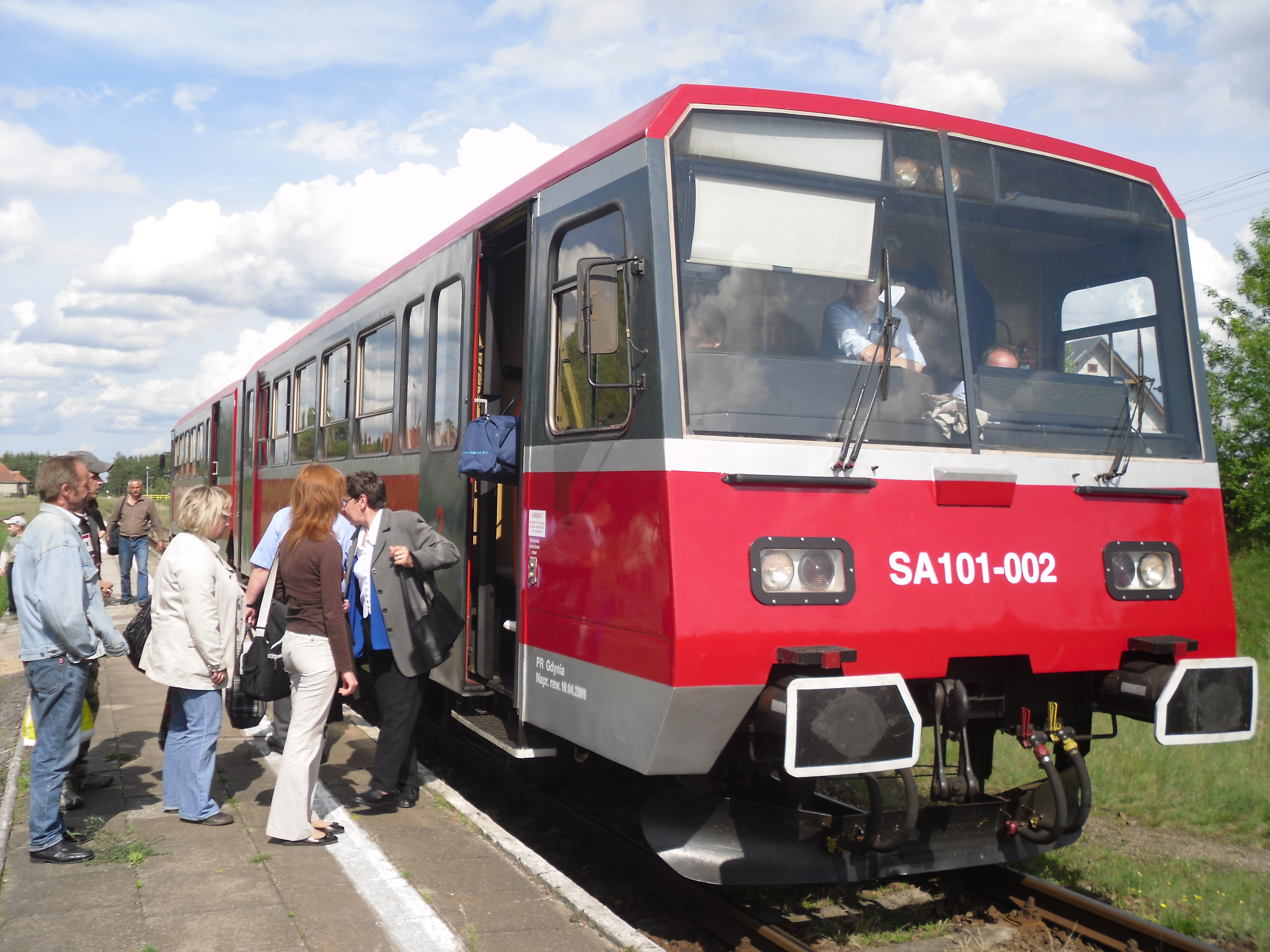
SA101 w relacji Kościerzyna-Wierzchucin przez Czersk w Karsinie

Na 33 kilometrowym fragmencie linii pomiędzy Bąkiem a Szlachtą kursowały pociągi relacji Kościerzyna - Wierzchucin przez Czersk; czasami bywała to tylko jedna para pociągów. Dodatkowo do stacji Laskowice Pomorskie docierają pociągi kursujące w innych relacjach. Przewozy Regionalne zakończyły obsługę tego odcinka w 2009 roku i ponownie od 2011 roku kursowały.

### Arriva RP
55-kilometrowy odcinek tej trasy pomiędzy Laskowicami Pomorskimi a Czerskiem obsługiwany jest przez prywatnego przewoźnika Arriva RP.

## Prędkość maksymalna na linii

### Szynobusy
| Kilometr linii  | Maks. prędkość |
| --------------- | -------------- |
| -0,627 - 3,600  | 100 km/h       |
| 3,600 - 13,500  | 100 km/h       |
| 13,500 - 18,300 | 100 km/h       |
| 18,300 - 24,800 | 100 km/h       |
| 24,800 - 28,300 | 100 km/h       |
| 28,300 - 33,500 | 100 km/h       |
| 33,500 - 43,000 | 100 km/h       |
| 43,000 - 43,485 | 90 km/h        |
| 43,485 - 45,600 | 60 km/h        |
| 45,600 - 78,594 | 80 km/h        |

### Pociągi pasażerskie
| Kilometr linii  | Maks. prędkość |
| --------------- | -------------- |
| -0,627 - 3,600  | 100 km/h       |
| 3,600 - 17,660  | 100 km/h       |
| 17,660 - 24,800 | 100 km/h       |
| 24,800 - 28,300 | 100 km/h       |
| 28,300 - 33,500 | 100 km/h       |
| 33,500 - 43,000 | 100 km/h       |
| 43,000 - 43,485 | 90 km/h        |
| 43,485 - 45,600 | 60 km/h        |
| 45,600 - 47,840 | 60 km/h        |
| 47,840 - 55,250 | 80 km/h        |
| 55,250 - 78,594 | 60 km/h        |

### Pociągi towarowe
| Kilometr linii  | Maks. prędkość |
| --------------- | -------------- |
| -0,627 - 43,485 | 60 km/h        |
| 43,485 - 45,600 | 40 km/h        |
| 45,600 - 47,840 | 50 km/h        |
| 47,840 - 78,594 | 60 km/h        |

|  |

## Przepustowość linii według rozkładu 2008/09
| Odcinek pomiędzy węzłami       | liczba mijanek          | Przepustowość maksymalna | liczba par | wykorzystanie |
| Laskowice Pomorskie - Szlachta | 1 Czynna mijanka w Osiu | 13 par                   | 4          | 30,77%        |
| Szlachta - Czersk              | 2 w Czersku i Szlachcie | 65 par                   | 7          | 10,77%        |
| Czersk - Bąk                   | 2 w Bąku oraz Czersku   | 36 par                   | 1          | 2,77%         |

W latach 2009–2010 zwiększono liczbę pociągów na tej linii o 2 składy. Obecnie funkcjonują 4 pociągi osobowe relacji Laskowice Pomorskie-Szlachta oraz 6 pociągów Szlachta-Laskowice Pomorskie. Wyremontowano również most w Tleniu, dzięki czemu pociągi nie muszą już na nim zwalniać. Częściej niż w latach poprzednich można na tej linii spotkać pociąg towarowy.

## Galeria

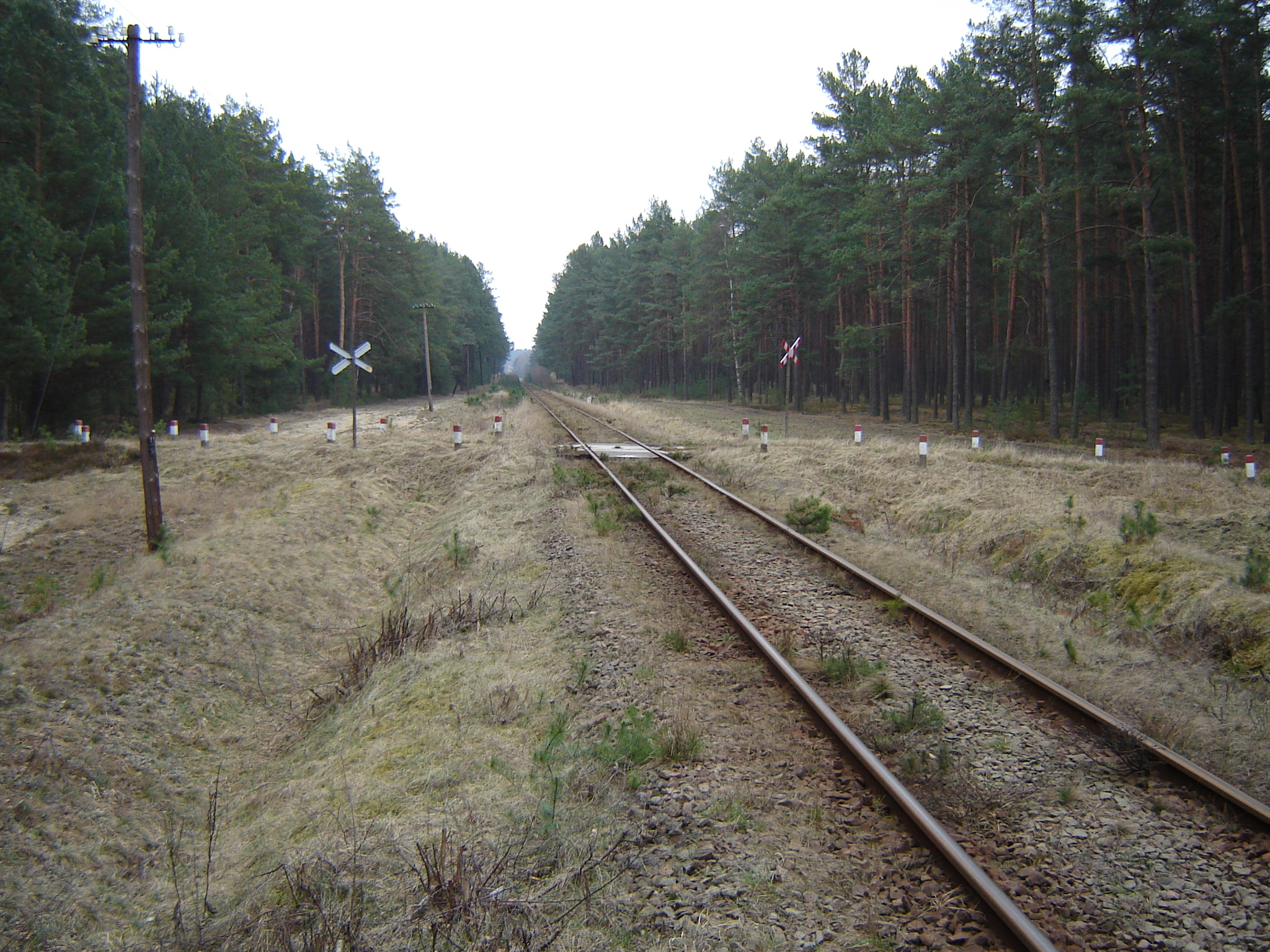
Widok w stronę przystanku Tleń.
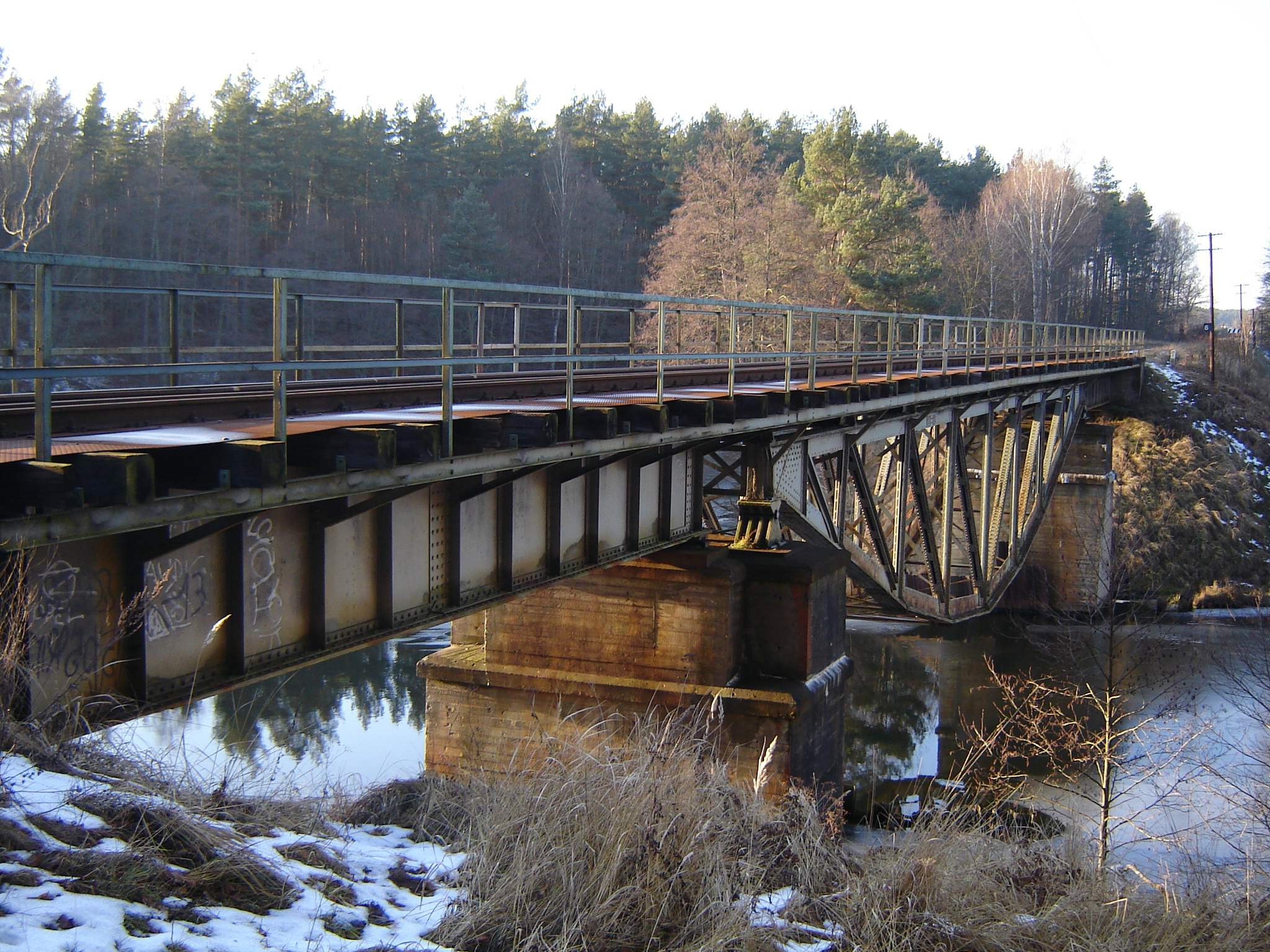
Most kolejowy na rzece Wda w Tleniu.